# Jardim das Francesinhas
O Jardim das Francesinhas, também conhecido como Jardim de São Bento, anteriormente conhecido por Jardim Lisboa Antiga, é um jardim de acesso público e sem vedações localizado na freguesia da Estrela (Lisboa), em Lisboa, sendo delimitado pela Calçada da Estrela (nordeste), pela Rua Miguel Lupi (noroeste), pelo Campus do ISEG (sudoeste) e pela Rua das Francesinhas (sudeste).
Com uma área quadrangular de 058 ha, este jardim tem nele implantado um bar de apoio aos utentes num quiosque com esplanada.
No centro do Jardim, posicionado no centro de um pequeno lago e sobre um pedestal cilíndrico de mármore que é uma fonte (não em funcionamento) com seis bicas, está uma escultura intitulada A Família da autoria de Leopoldo de Almeida.
Existem dois Memoriais no Jardim de São Bento. O Memorial mais antigo é em homenagem ao ilustre matemático e professor universitário português Bento de Jesus Caraça e que está assim próximo do ISEG, escola superior onde ele se formou.
Existe também um Memorial mais recente em homenagem ao ilustre poeta, músico e cantor português José Afonso. Este Memorial resultou da proposta da Associação José Afonso tendo sido aprovada no âmbito de Orçamento participativo da Câmara Municipal de Lisboa em 2017. Os Autores foram Alunos do curso de Escultura da FBAUL sob a direcção do professor Sérgio Vicente.
Para acesso à Rua Miguel Lupi, no lado poente do Jardim, existe uma grande escadaria quase no topo da qual está um nicho com um painel de azulejos com uma Vista Panorâmica do Mosteiro de S. Bento da Saúde e área circunvizinha, finais do Séc. XVIII. Este painel de azulejos foi desenhado com base num desenho da época pelo artista António Cristino e executado na Fábrica de Cerâmica da Viúva Lamego.
O Jardim está implantado onde anteriormente se ergueu o Convento das Francesinhas. Nos anos 30 do século XX, após a demolição do Convento, a Câmara Municipal decidiu construir no terreno, por ocasião das festas da cidade, um bairro antigo em miniatura, evocando o tempo das freiras do convento. Este parque de diversões, construído em 1935, recebeu o nome de Lisboa Antiga e obteve um grande sucesso na época.